# Дельфіній сітчастоплодий
Дельфіній сітчастоплодий (Delphínium dictyocárpum) — багаторічна трав'яниста рослина; вид роду дельфіній (Delphinium) родини жовтецевих (Ranunculaceae), висотою від 60 см до 1 м (іноді до 2 м). Рослина отруйна через вміст у ній алкалоїдів.

## Поширення
Рослина поширена від Південного Уралу, по півдню Західного Сибіру, Північного, Центрального та Східного Казахстану до гірських районів Алтаю.

## Екологія
Рослина світлолюбна, росте на узліссях і серед чагарників, зазвичай окремо, але може утворити зарості. Зустрічається на сухих луках, схилах, віддає перевагу родючим чорноземним грунтам, але в гірських районах зустрічається і на кам'янистих ділянках. В горах росте на висотах 1400—2000 метрів над рівнем моря в лісовому і степовому поясах, в долинах.

## Алкалоїди
У рослині міститься більше десятка алкалоїдів, загальний вміст яких в коренях становить близько 1 %, надземні частини містять трохи менше. Основний алкалоїд метиллікаконітин, в сухій траві рослини його повинно міститися не менше 0,3 %. Ще в складі рослини є помітне кількість алкалоїду кондельфіну, і деяка кількість інших алкалоїдів: ельделін, диктіокарпін, ельделідин.